# لک (عدد)
لک یا لَگ، یکایی در سامانه عددی هندی است و یک لک برابر است با صد هزار.
این یکا در افغانستان نیز به کار برده می‌شود.

## کاربری در ادبیات پارسی
شماره لک از دوره کهن در اشعار فارسی آمده است و شماره های یک و ده و صد و هزار و بیور و لک و هزار هزار برای یک تا میلیون استفاده شده است.
در آن نه سایر ماند و نه طایر از بر خاک/
دو لک ز لشکر او شد به زیر خاک نهان/
عنصری بلخی
از چرخ تا کبوتر و از مرغ تا شتر/
از گرگ تابه برّه و از موش تا پشک/
روزی خوران خوان پر از نعمت تواند/
هر گوشه ای که می‌نگرم صدهزار لک/
کمال غیاث شیرازی
جود تو بی نبود ور بود گهی/
در حق خصم بی لک و بر دوست لک بود/
امیرخسرو دهلوی
چنین گفت با ساقیان قدک/
به تنها مرا هست صد بار لک/
نظام‌الدین محمود قاری